# Местные воздушные линии
Местные воздушные линии (МВЛ) — региональные авиалинии, связывающие областные центры друг с другом, а также с районными центрами и отдалёнными посёлками в радиусе до 500—1000 км. Управление полётами авиации на местных воздушных линиях осуществляет местный диспетчерский пункт. Местные воздушные линии устанавливаются, как правило, в нижнем воздушном пространстве. 
Согласно Федеральных правил использования воздушного пространства Российской Федерации:
- местная воздушная линия - контролируемое воздушное пространство (ниже эшелона перехода) в виде коридора, ограниченное по высоте и ширине;
- эшелон перехода - самый нижний эшелон полета, который может быть использован для полета выше высоты перехода.

Аэропорты МВЛ располагаются на аэродромах 3 или 4 класса по взлётной массе, с искусственными или грунтовыми ВПП с длиной 600-1800 м (класс В, Г, Д, Е по длине и несущей способности). Помимо обслуживания пассажирских и грузовых рейсов, важной задачей аэропортов МВЛ является координация авиационных работ в своём районе:
- базирование или ночёвки воздушных судов
- заправка воздушных судов
- передача экипажам воздушных судов метеорологической информации и указаний органов управления воздушным движением
- обмен радиограммами и телеграммами с соседними аэропортами

На местных воздушных линиях могут использоваться ближнемагистральные самолёты, самолёты местных воздушных линий (региональные) и вертолёты.

## История
Во всех регионах СССР существовала хорошо развитая сеть аэропортов МВЛ и выполнялось большое количество авиарейсов по МВЛ. Помимо основных (базовых) аэропортов, существовало значительное количество приписных аэропортов. Приписной аэропорт — структурное хозрасчётное подразделение объединённого авиаотряда (авиаэскадрильи), предназначенное для перевозки пассажиров, багажа, грузов и почты на местных воздушных линиях, а также производства полётов воздушных судов по применению авиации в народном хозяйстве (выполнению авиационных работ). 
В 1990-е годы объём перевозок и количество авиарейсов на МВЛ сократились в десятки раз по причине низкого спроса населения и высоких авиационных тарифов. Местные авиаперевозки практически прекращены в Центральном, Приволжском и Южном федеральных округах России и на значительной части Северо-Западного федерального округа, где имеется сеть других транспортных коммуникаций, с которыми МВЛ не выдерживают конкуренции. Наиболее разветвлённая сеть действует в Дальневосточном и Сибирском федеральных округах. По численности аэропортов с ВПП класса «Е», «Д» и «Г», она составляет 60 % от всей сети российских МВЛ и обеспечивает 70 % всех отправок пассажиров местным авиасообщением.
Существуют планы развития МВЛ в Центральном федеральном округе РФ: организация регулярных рейсов на малых самолётах («авиатакси») между Москвой и областными центрами округа.
В других странах СНГ авиасообщение по МВЛ функционирует ныне в основном лишь в Азербайджане, Узбекистане и Туркменистане, дотируемое из госбюджета.
Из аэропортов МВЛ можно привести в пример Ржевку, Пески, Плеханово, Васьково и другие.

## Примечание
Дополнительная расшифровка аббревиатуры МВЛ - "международные воздушные линии", при этом, ВВЛ расшифровывается как "внутренние воздушные линии". Обычно используется пара значений МВЛ/ВВЛ для обозначения международных/внутренних воздушных линий.    
Таким образом, из контекста документа следует уточнять о каких именно линиях "МВЛ" идет речь: о "местных" или о "международных".              

## Классификация
С точки зрения управления воздушным движением, местные воздушные линии делятся на:
- МВЛ 1 категории, предназначенные для полётов самолётов 3 класса (взлётная масса от 10 до 30 т — Ан-24, Ан-26, Ан-72, Ан-140, Як-40, ATR 42, ATR 72, Ил-114 и т. п.) в диапазоне высот 1500-6000 м со скоростями 300—600 км/ч по правилам полёта по приборам (ППП), с радиолокационным контролем; МВЛ 1 категории оборудованы радиомаяками и соединяют аэродромы 3 класса с длинной ВПП 1200—1800 м (классы В,Г, частично Д).
- МВЛ 2 категории, предназначенные для полётов самолётов 4 класса (взлётная масса менее 10 т — Ан-2, Ан-3Т, Ан-28, Ан-38, Л-410, М-101Т, ЛМС-901 и т. п.) в диапазоне высот 100—1500 м со скоростями 150—300 км/ч по правилам визуального полёта (ПВП), без радиолокационного контроля; МВЛ 2 категории соединяют аэродромы 4 класса с длиной ВПП 600—1200 м (классы Д, Е), а в ряде случаев и посадочные площадки (длина ВПП 200—500 м).